# Eugeniusz Oprządek
Eugeniusz Oprządek, (ur. 19 marca 1935  w Czermnej koło Jasła) – pułkownik mgr inż. Wojska Polskiego.
Uchwałą nr IX/63/15 Rady Miejskiej w Skwierzynie z dnia 21 maja 2015 otrzymał tytuł "Zasłużony Obywatel Skwierzyny".

## Wykształcenie
- 1953 – liceum ogólnokształcące dla pracujących w Chrzanowie;
- 1953-1956 – Oficerska Szkoła Wojsk Inżynieryjnych we Wrocławiu;
- wieczorowa Szkoła Inżynieryjna przy NOT we Wrocławiu;
- 1962-1967 – Akademia Rakietowo-Artyleryjska w Leningradzie (ZSRR);
- Akademia Wojsk Obrony Przeciwlotniczej w Kijowie (ZSRR);
- 1985 – Podyplomowe Studium Operacyjno-Tyłowe ASG w Warszawie.

## Kariera zawodowa
- 1956 – dowódca plutonu w Szkole Podoficerskiej w 4. Pułku Saperów w Gorzowie Wlkp.;
- 1958-1962 – Oficerska Szkoła Wojsk Inżynieryjnych we Wrocławiu:
  - dowódca plutonu podchorążych;
  - dowódca kompanii podchorążych;
- 1967 – Komendant Ośrodka Metrologii ŚOW, równocześnie odbywa staż liniowy w Polowej Technicznej Bazie Rakietowej w Skwierzynie;
- 1969-1975 – dowódca 28 Dywizjonu Dowozu Rakiet;
- 1975-1983 – dowódca 22 Polowej Technicznej Bazy Rakiet Przeciwlotniczych;
- 1983-1989 – szef Wysuniętej Bazy Obszaru Kraju w Gorzowie Wlkp;
- 1989-1990 – Sztab Kwatermistrzostwa ŚOW;
- 1990 – przeniesiony do rezerwy.

## Awanse
- podporucznik – 1956
- porucznik – 1959
- kapitan – 1963
- major – 1968
- podpułkownik – 1972
- pułkownik – 1977